# 霍康·索南多杰
霍康·索南多杰（藏語：ཧོར་ཁང་བསོད་ནམས་སྟོབས་རྒྱས་，威利转写：hor khang bsod nams stobs rgyas，1865年—1903年）藏族，籍贯不详，西藏贵族，噶厦官员。

## 生平
霍康·索南多杰是霍康家族成员。1883年时，是措那宗本。1889年，瞻对发生动乱，西藏首席地方长官代本班伦赛（dpal-lhun-sras）遭到驱逐，四川总督迫于形势再度加强了汉人的直接统治。西藏噶厦派他和堪布洛桑扎西前往察看。不久，他接任高级地方长官职务，平息了此次叛乱。四川总督将一位当地首领巴宗（pa-tsung）喇嘛当场处死，并且依法对巴宗喇嘛的主要追随者们进行了起诉。这表明，直到1892年，霍康·索南多杰仍然在瞻对。同年，后藏代本德门哇（bDe-smon-ba）被任命为雅壳（Nyag-khog）基巧。1893年，德门哇已经在任上，而霍康·索南多杰已回到拉萨。
1859年下半年，明正（Icag-la）土司入侵瞻对，西藏高级地方长官对堆夺吉（bDud-vdul-rdo-rje，可能就是代本德门哇）提出了抗议，并反击明正土司。四川总督鹿传霖认为这是西藏方面侵犯边界。应鹿传霖请求，驻藏大臣奎焕要求达赖召回并起诉对堆夺吉及其僧职同事堪穷夷喜吐布丹（Ye-shes-thub-bstan），遭到达赖拒绝。这两名官员留在瞻对，组织抵抗，并且任命孜仲则忠扎霸（Tse-chung-cha-pa）为他们的武装的指挥官。1896年初，一支人数较多的川军开入瞻对，占领了瞻对的大部分地区以及德格。德格土司及其家属被遣送到四川成都，德格土司的父母均死在该地的监狱中。西藏方面在瞻对的抵抗瓦解，对堆夺吉躲藏起来，对堆夺吉的儿子在战争中阵亡（藏历10月19日）。孜仲则忠扎霸则逃跑。堪穷夷喜吐布丹起初逃跑，后来向川军投降。1896年11月17日，四川总督由此上奏清朝皇帝，提出将瞻对划出达赖管辖区，并入四川省。同时，藏历9月7日，达赖派霍康·索南多杰赴瞻对担任高级地方长官。不久，达赖交给霍康·索南多杰一项特殊的使命，要他作为拉恰堪穷钦若彭措（mkhyen-rab-phun-tshogs）的同事，和明正土司谈判并达成协议。霍康·索南多杰、钦若彭措两位官员来到了昌都，与驻扎在昌都城内的陆军中校喻立诚会合。但是，四川总督及驻藏大臣要求达赖召回这两名官员，而且实际上未允许这两人到瞻对。而达赖拒绝召回他们。
似乎在1896年或者1897年，霍康·索南多杰已经返回拉萨，事态逐渐平息，谈判开始。达赖正式提出要求归还瞻对时，清朝皇帝批准了四川将军的呈奏，该奏折认为将瞻对并入四川省的获益大大少于由此引起的麻烦。1897年12月2日，清朝皇帝下令放弃瞻对。德格土司的两个儿子均获释放，其中长子被任命为土司。钦若彭措似乎一直在东部藏区逗留，并安排休战协定，最后返回拉萨，于藏历12月18日（1898年1月10日）抵达拉萨。1898年6月26日，时任前藏代本的霍康·索南多杰被任命为雅壳基巧，自拉萨启程前往上任。1899年祈愿大法会期间，达赖为瞻对地方长官高兴地战胜了旅途艰险而举办了一个特殊仪式。
霍康·索南多杰上任后，一直住在雅壳，直到于1901年末或1902年初接替索康·索南旺钦出任噶伦为止。1903年10月13日，包括他在内的全体噶伦被解职。由于害怕受到拷打，不久他便自杀身亡。